# Le Roi Lear au village
Le Roi Lear au village è un cortometraggio muto del 1911 diretto da Louis Feuillade
Fa parte di La Vie telle qu'elle est (o Scènes de La Vie telle qu'elle est), una serie di film realizzati da Feuillade tra il 1911 e il 1913, film il cui scopo era quello di illustrare una morale e di emozionare il pubblico.

## Produzione
Il film fu prodotto dalla Société des Etablissements L. Gaumont

## Distribuzione
Distribuito dalla Société des Etablissements L. Gaumont, uscì nelle sale cinematografiche francesi l'8 luglio 1911. Fu distribuito anche negli Stati Uniti dalla Kleine Optical Company con il titolo inglese A Village King Lear